# 잘리어가
잘리어 왕가(Salier)는 중세 독일(1024년 - 1125년)에서 네 명의 독일 왕을 배출한 가문의 이름이다. 이들 네명의 군주는 모두 신성 로마 제국 황제에 올랐다.
1024년에 최후의 오토 왕가 출신 신성 로마 황제가 죽은 뒤, 독일 왕국과 후대의 신성 로마 제국 전체는 잘리어 가문 출신인 콘라트 2세에게 넘어갔다. 그 뒤로 세 명의 잘리어가 군주가 집권했는데 하인리히 3세, 하인리히 4세, 하인리히 5세 등이었다. 이들은 자신들의 왕가를 유럽의 유력 가문으로 이루어냈다. 잘리어 왕가는 군주에게 조언을 할 수 있는 공직자 체제를 기반으로 한 상설 행정 체계를 구축해냈다.

## 기원과 이름
오늘날 역사가들은 잘리어 가문이 7세기에 발흥한 유력 귀족 가문인 비도 가문의 후예로 추정한다. 비도 가문의 영지는 모젤강과 자르강의 합류 지점에 위치했고 이들은 카롤링거 왕가를 지지하였다. 비도 가문의 라인강이 있는 동쪽으로 확장은 750년경 블리스가우에 있는 호른바흐 수도원을 세둔 뒤에 시작됐다. 호른바흐 수도원은 사유교회로 남아있었고 수도원에 대한 왕실 보조금으로 보름스가우에서 이들 가문의 존재를 세웠다. 시간이 흐르며, 비도 가문에서 몇몇 분가들이 발생하였다. 9세기 말 신성 로마 황제 스폴레토의 귀도 (비도)가 이 분가들 중 하나인 람베르트계의 후손이었다. 잘리어가의 선조들은 라인프랑켄에 있었다. 
잘리어가의 초대 군주인 신성 로마 황제 콘라트 2세의 전기 작가 부르군트의 비포는 콘라트의 아버지와 숙부를 1044년경에 '라인프랑켄 출신의 뛰어난 귀족 군주들'이라 묘사하나 이들을 '잘리어가'라고 묘사하지는 않았다. 추가적으로 비포는 콘라트의 어머니인 메츠의 아델라이드에 대해 트로이의 오랜 고대 왕가의 후예로 추정하였다. 이 언급은 콘라트와, 자기 자신들을 트로이 후손이라 주장했었던 메로빙거 왕조 간의 연관성을 만들었다.
역사가 스테판 바인푸르터(Stefan Weinfurter)는 잘리어 가문과 메로빙거 왕가 간의 잠재적 추정 관계가 가문의 이름을 드높였을 것이라 주장하는데, 살리(잘리) 프랑크족이 프랑크계 집단 중에서 가장 저명한 집단이었기 때문이었다. 이들에 대한 흔적은 살리카 법전이라 알려진 프랑크 법전에 남아있다. 잘리어에 대한 가능성 높지 않은 어원 추정은 고대 게르만 단어 '살'(sal, 군주권)이라는 직함과 연결되는데, 이 점은 잘리어라는 이름이 잘리어 군주들에게 잘 남아있는 계층 구조 성향에서 찾아볼 수 있음을 시사한다.
'reges salici' (잘리어 혹은 살리의 왕들)이라는 문구는 12세기 초에 만들어졌을 것이다. 1139년-40년경에 완성된 마인츠의 군주 및 대주교 목록은 해당 문구를 담고 있는 첫 현존하는 문서이다. 잘리어 군주들의 모계 후예인 프라이징의 오토 주교 또한 12세기 중엽에 쓰인, '두 도시의 연대기'에 이 용어를 사용하였다. 좁은 의미에 있어서, 1024년부터 1125년까지 단 네 명의 독일 군주만이 잘리어 가문이라 불릴 수 있으나, 동일한 호칭이 현대 역사가들을 통해 이들의 선조들에게도 확장되어 쓰이고 있다.
세속적 인생으로 살게 된 잘리어 가문의 모든 남자 구성원들은 콘라트 혹은 하인리히라 이름 붙여졌다. 콘라트 2세 황제의 조부인 보름스의 오토가 10세기 말에 이 전통을 성립하였다. 그는 증외조부인 매사냥꾼 하인리히 1세의 이름을 따 장자인 보름스의 하인리히의 이름을 지어주었고, 아버지 붉은 공작 콘라트의 이름을 따 다른 아들 중 한 명인 케른텐의 콘라트의 이름을 붙여주었다. 붉은 공작 콘라트는 아마 독일의 군주 콘라트 1세에서 이름 붙여졌을 것이다.

## 초기 잘리어 가문

### 베르너

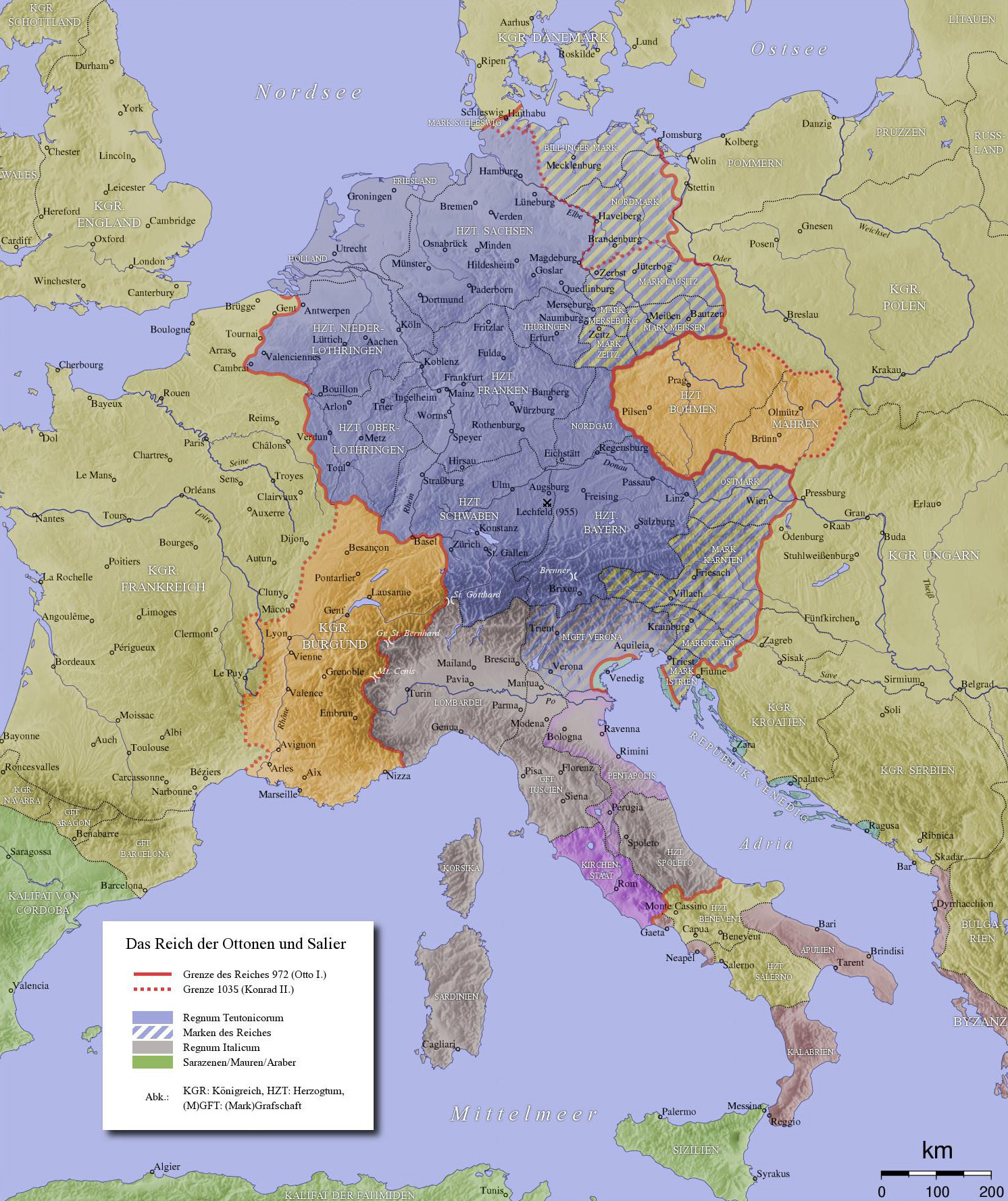
10, 11세기 신성 로마 제국의 지도: 독일 (파란색), 이탈리아 (회색), 부르군트 (왼쪽의 오렌지색), 보헤미아 (동쪽의 오렌지), 교황령 (보라색).

10세기 초 나헤가우, 슈파이어가우, 보름스가우 등에 영지를 갖고 있던 베르너 백작은 잘리어가 출신 군주들의, 존재가 분명하게 확인된 선조라고 여겨지는 인물이다. 그의 가문과 비도 가문과의 연결성은 확실한 것은 아니지만, 그의 세습 영지 및 호른바흐 수도원과의 밀접한 관계는 그의 가문이 비도 가문의 선조라는 간접적인 증거를 제시한다. 그는 친족이기도 한, 독일의 군주 콘라트 1세의 누이로 유력하게 추정되는 여성과 혼인하였다. 콘라트 가문과의 이 결혼 동맹으로 콘라트라는 이름이 그의 가문 내 주요 이름으로 사용되었다.

### 적왕 콘라트
베르너의 아들인 적왕 콘라트는 아버지의 프랑켄 지역 영지를 상속하였다. 콘라트 가계와 그의 가문과의 연결성은 독일의 오토 1세가 939년에 일어난 콘라트 가계의 반란을 진압한 후, 콘라트의 영지 많은 부분을 그가 얻게 하였다. 콘라트 가계는 프랑켄에서 우위권을 상실하였고 적왕 콘라트가 프랑켄 내 오토 1세의 핵심 지지자로 부상하였다. 그는 944년 또는 945년에 로트링겐 공국을 수여받았고 오토의 딸 루이다가르트와 947년에 혼인하였다.
이 결혼은 오토 왕가와 잘리어 가문 간의 관계를 형성해주었다. 그는 953년 또는 954년에 장인인 오토를 상대로 일어난 반란에 가담했다가 로트링겐을 상실하고 말았다. 그는 955년 레히펠트 전투에서 공격해오는 마자르인들과 교전 중에 전사하고 말았다. 동시대 인물인 코르베이의 비두킨트는 그의 용맹함을 칭송하였다. 대성당에는 주로 주교들이나 왕들이 묻히는 것이 전례였으나, 그는 이례적으로 보름스 대성당에 안치되었다.

### 보름스의 오토
적왕 콘라트의 아들인 보름스의 오토는 외증조부인 신성 로마 제국의 황제 오토 1세한테서 962년부터 총애를 쌓았다. 미성년자였음에도 보름스의 오토는 956년에 나헤가우의 백작으로 언급됐다. 그는 또한 보름스가우, 슈파이어가우, 니다가우, 엘젠츠가우, 크라이히가우, 핀츠가우 등을 차지하며, 973년에 오토 1세가 사망할 때 쯤에 라인강과 네카어강 사이의 모든 지역들을 통일시켰다. 오토의 아내인 유디스의 혈통은 불분명한데, 유디스는 바이에른 공작 아르눌프, 아를롱 백작 앙리 혹은 동부 변경백 부르크하르트와 관련이 있을 수도 있다.
오토 1세의 아들이자 후임자인 오토 2세 신성 로마 황제는 프랑켄 지역이 조카에 집중된 것에 대해 우려하였다. 따라서 황제는 978년에 보름스의 오토를 훨씬 멀리 떨어진 케른텐 공국과 베로나 변경백국을 관리하도록 임명시켰다. 그리고 오토가 보름스의 사법권 및 보름스에서 나오는 수익금 일부 등을 지역 내 주교에게 양도하도록 설득하였다. 이후에 오토는 케른텐과 베로나를 포기하라는 설득을 받아 포기하였지만,  바스가우의 방대한 숲, 카이저슬라우테른의 왕궁 및 바이센부르크 수도원에 대한 소유권 등 막대한 보상을 받았다.
그는 공작직을 유지할 수 있었을 것이며, 이에 따라 독일 내 다스리는 공작령이 없었음에도 공작 작위를 보유한 첫 공작이 되었다. 오토는 신성 로마 황제 오토 3세의 친척이었기에, 그는 오토 3세가 사망 시에 차기 신성 로마 황제 자리의 강력한 계승 자격권을 가졌으나 그는 오토 왕가의 차기 후보자였던 하인리히 2세와 1002년에 협정을 맺었다. 하인리히는 1002년에 케른텐을 오토에게 돌려주었고 오토는 1004년에 사망할 때까지 그곳을 다스렸다.

## 공작 및 주교

### 보름스의 하인리히

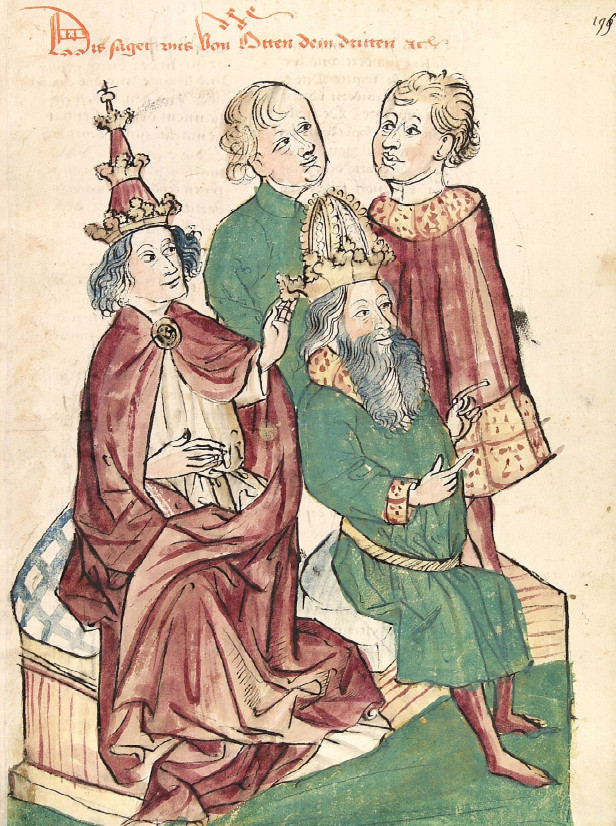
신성 로마 황제 오토 3세에게 성유를 발라주는 교황 그레고리오 5세 (1450년경 정체 미상의 작가가 제작한 세밀화).

하인리히는 보름스의 오토의 장자였다. 그의 아내인 아델라이데는 로타링기아의 주요 가문 출신에서 태어났으며 메츠 백작 리샤르의 딸이었다. 이들 사이에서 태어난 아들 콘라트는 초대 잘리어가 군주가 되었을 수 있었으나, 하인리히는 아들에게 선임권을 넘겨주지 않았는데, 콘라트가 990년이나 991년 쯤 아버지보다 먼저 사망했었기 때문이었다.

### 교황 그레고리오 5세
장차 교황 그레고리오 5세로 선출되는 브루노는 보름스의 오토의 차남이었다. 아버지의 친척인 오토 3세가 교황 선출에 있어 오토 헌장 규정을 무시하며 996년에 그를 교황으로 임명하였다. 최초의 독일계 교황이었던 브루노는 대교황 그레고리오를 기념하며 그레고리오라는 교황 명칭을 취했다. 그는 같은 해 주님 승천 대축일 때 오토 3세의 신성 로마 황제 즉위 행사를 거행하였다. 로마의 유력 귀족인 소 크레세스켄티우스가 로마에서 그를 몰아냈으나, 황제가 이 반란 사태를 진압시키고 그레고리오 5세의 교황 지위도 복원시켜냈다. 교황은 999년에 스물여섯 혹은 스물일곱이라는 나이에 사망하였다.

### 스트라스부르의 빌헬름
빌헬름은 보름스의 오토의 막내 아들이었다. 슈바벤의 기젤라 왕비의 전속 사제로서 궁정 생활을 마친 뒤, 빌헬름은 1028년 혹은 1029년에 스트라스부르 주교가 되었다. 스트라스부르 교구는 부유한 독일 주교구 중 하나였다. 그의 재임기 동안 거의 특별한 일은 없었고 그는 1046년 또는 1047년에 사망했다.

### 소 콘라트
케른텐 공작 콘라트 1세와 슈바벤의 마틸데의 장자였던 콘라트는 1002년과 1005년 사이에 태어났다. 그는 1011년에 아버지가 죽을 당시에 미성년자였다. 그는 아버지의 세습 영지를 상속하였으나, 하인리히 2세 황제는 에펠슈타인의 아달베로를 새로운 케른텐 공작으로 임명하였다. 하인리히 2세 황제가 1024년에 죽은 뒤, 콘라트와 그의 친척인 대 콘라트 모두 황제 계승을 주장하였고 대 콘라트가 새로운 군주로 선출되었다.

## 잘리어 황가

### 콘라트 2세
대 콘라트는 보름스의 하인리히의 독자이었다. 그의 아버지가 이른 나이에 죽은 뒤, 그는 보름스의 부르하르트 주교의 보호 하에 있었다. 그는 1016년에 슈바벤의 기셀라와 혼인하였다. 그녀의 아버지 슈바벤 공작 헤르만 2세와 어머니 부르군트의 게르베르가 모두 샤를마뉴의 후손이었다. 그녀는 두 번이나 사별을 겪었다. 기셀라의 첫 남편인 브라운슈바이크 백작 브룬 1세는 그녀의 아버지 헤르만 그리고 하인리히 2세와 더불어 신성 로마 황제 제위 후보자 중 하나였다. 두 번째 남편인 슈바벤 공작 에른스트 1세는 자식이 없었던 슈바벤 공작 헤르만 3세의 뒤를 이어 슈바벤 공작직을 물려받았다.
대 콘라트는 1024년 9월 4일에 친척인 소 콘라트를 경쟁 상대로 하여 독일의 군주로 선출되었다. 4일 뒤, 그는 대주교 아리보를 통해 마인츠 대성당에서 대관식을 치렀다. 하인리히 2세의 사망 소식을 알게 된 이탈리아의 도시 파비아 사람들은 공위기간 어떠한 왕도 왕궁을 가질 수 없다라고 하며 그곳에 있던 왕궁을 무너트렸다. 이 폭동 사태에 대한 대응으로, 콘라트는 "키잡이가 죽었다고 하더라도 그 배 자체는 남아있듯이 왕이 죽었다 하더라도, 왕국은 남아있다."라는 점을 강조하였다. 롬바르디아의 한 귀족 무리가 아키텐 공작 기욤 5세보다는 프랑스의 군주 로베르 2세 또는 로베르의 장자 위그 르 그랑에게 롬바르디아 왕위를 제안했으나, 롬바르디아의 주교들과 대부분의 귀족들은 콘라트의 통치권을 지지하였다.
독일에서 양아들 슈바벤 공작 에른스트 2세 그리고 소 콘라트가 일으킨 반란을 진압한 뒤에, 콘라트는 이탈리아로 진격하였다. 그는 1026년 3월 25일 쯤 아리베르트 대주교를 통해 밀라노에서 롬바르디아의 왕으로 즉위하였다. 그의 통치에 대한 저항은 빠르게 진압되었다. 그는 로마에 도착한 뒤에 1027년 3월 26일 교황 요한 19세를 통해 신성 로마 황제로 즉위했다.

## 잘리어가 군주
마지막 작센계 황제 하인리히 2세의 죽음 이후에, 초대 잘리어가 섭정 콘라트 2세가 선제후들 다수의 선택을 받아 1024년 9월 8일 마인츠에서 독일의 왕으로 선출되었다. 1026년 초에 콘라트는 밀라노로 갔고, 밀라노 대주교 아리베르트는 그에게 이탈리아의 군주 즉위식을 치러주었다. 1032년에 부르군트의 왕 로돌프 3세가 죽자, 콘라트 2세는 1006년에 전임자인 하인리히 2세가 로돌프에게서 차지한 상속권을 근거로 하여 부르군트의 왕위를 주장하였다. 일부 반대가 있긴 했지만, 부르군트와 프로방스의 귀족들은 1034년 취리히에서 콘라트에게 충성의 맹세를 하였다. 이 부르군트 왕국은 12세기부터 아를 왕국으로 알려지게 되었다.
1028년에 이미 콘라트 2세는 아들 하인리히 3세를 독일의 왕으로 선출시켰다. 하인리히의 임기는 이전에 알려지지 않은 신성한 왕권의 과장으로 이어졌다. 따라서 이 재위 동안 슈파이어 대성당은 서유럽 기독교 왕국 최대 규모의 교회당으로 확장되었다. 독일 공작령들에 왕가 일원들 배치시키는 하인리히의 구상은 공작들을 견제하는 데 성공적이었고, 이에 따라 왕가의 지배권도 확립하였다. 하지만 로트링겐에서는, 이 정책은 수년간의 분쟁을 일으켰고, 이 분쟁에서 하인리히가 승자로 자리잡았다. 허나, 남독일에서 강력한 반대 무리가 1052년-55년에 형성되었다. 1046년에 하인리히는 교황령 내 분열을 종료시키고, 로마 귀족들의 의존에서 교황청을 해방시켜냈으며, 제국의 전반적인 권위의 기반을 마련해냈다. 1056년에 그의 이른 죽음은 제국에 있어 재난이었다고 오랜 기간 여겨졌다.

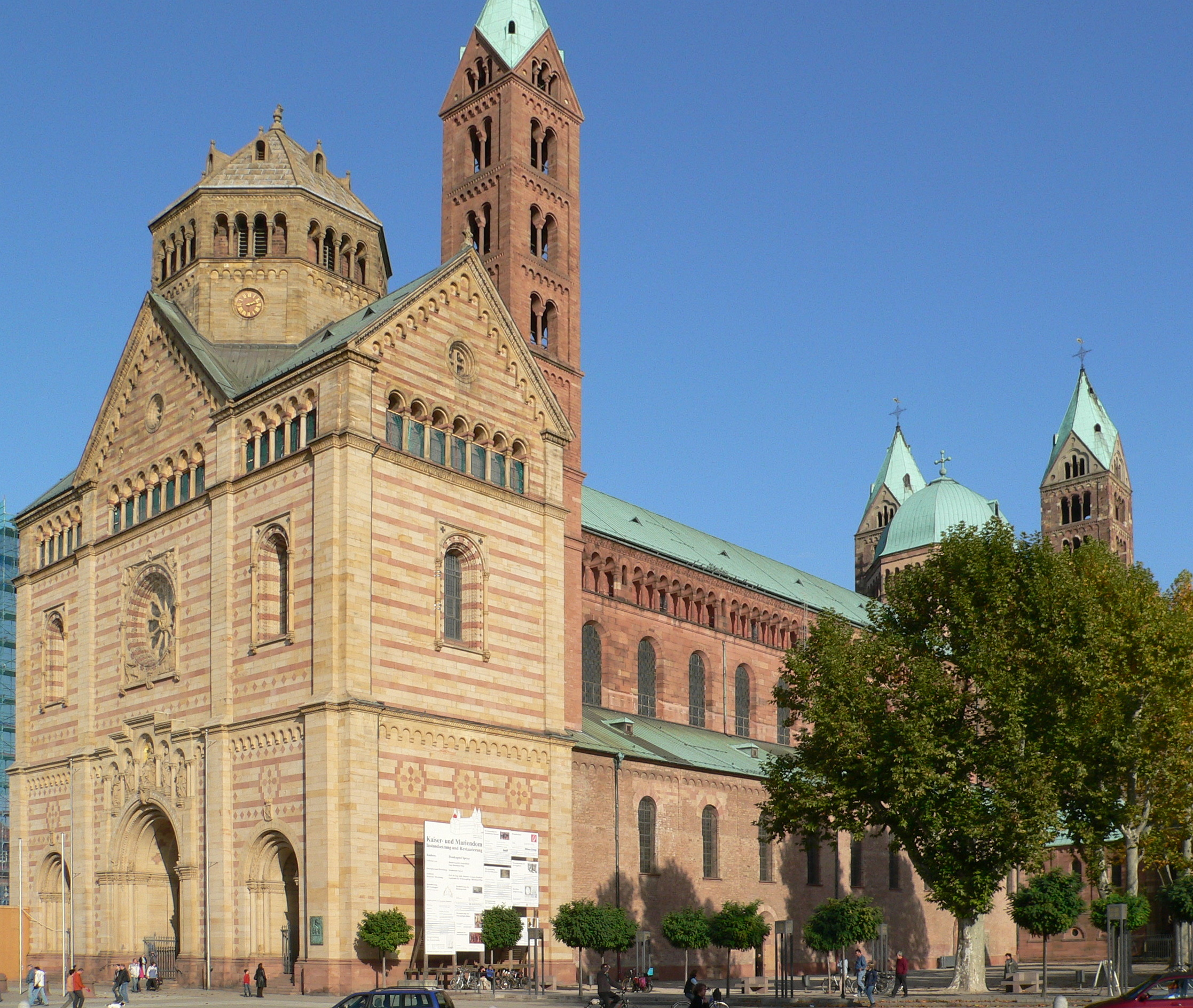
모든 잘리아가 출신 황제들이 묻힌 슈파이어 대성당

초기 잘리어 가문원들은 오토 1세가 시작한 정책인 가톨릭 교회와의 동맹으로 많은 성공을 거뒀는데, 이 동맹 정책을 통해 잘리어는 자신들에게 반항적인 공작들을 복종시킬 필요가 있을 때 교회가 필요한 물질적 지원을 해주었다. 하지만 이 시기에 들어서서, 가톨릭 교회는 이 친밀한 관계를 우려하기 시작하였다. 이들의 동맹은 개혁주의 교황인 그레고리오 7세가 하인리히 4세 신성 로마 황제에게 독일 지역에 대한 교회 권한을 포기할 것을 요구한, 서임권 투쟁으로 알려진 분쟁으로 1075년에 깨지게 되었다. 교황은 또한 왕권신수설을 공격했고 황제의 절대군주권을 제한시키는 데 관심을 모았던 독일 귀족들의 대단한 지지를 모았다.
더욱 중요했던 것이, 그레고리오 교황은 과거에 성직자들이 자유롭게 그렇게 한 것처럼 파문의 위협에 성직자들을 놓으며 하인리히를 지지하는 행위를 금지시켰다. 결국에 하인리히 4세는 1077년에 북부 이탈리아의 카노사로 향하여 교황에게 보속을 하고 용서를 받았다. 하지만 그는 서임권 분쟁을 다시 일으켰고 1080년에 대립교황 (대립교황 클레멘스 3세)을 세우기에 이르렀다.
잘리어 황가와 교황 측의 분쟁은 1077년부터 1122년의 보름스 협약까지 신성 로마 제국을 황폐화한 전쟁을 야기하였다. 마지막 잘리어 왕조의 통치자 하인리히 5세의 재위는 교황이 신성 로마 황제에게 맞섰던 서임권 투쟁 마지막 시기와 동일하였다. 보름스 협약의 합의에 따라, 하인리히 5세는 제2차 그레고리오 개혁주의자들의 요구 사항들에 굴복하였다. 이 협의는 교황이 고위 성직자들을 임명시킬 수 있게 됐지만 독일 왕에게 교황의 선택권을 거부할 권한도 부여하게 되었다.
신성 로마 제국의 이탈리아 지배력은 일시적으로 상실되었고, 제국의 제위는 경쟁 관계의 귀족 세력들의 정치적 협조에 의존적이게 되었다. 봉건주의는 한층 더 만연해졌고 자유민들은 봉건 영주에게 충성의 맹세를 함으로써 보호를 구하였다. 이에 따라 막대한 영토와 많은 군사 인원들을 갖춘, 강력한 지역 영주들은 자신들 영토의 행정권을 차지하였고 수가 늘어나던 많은 성들을 주변으로도 지배력을 형성하였다. 이 지역 영주들 중에 가장 강력한 이들은 공작이라기보다는 대공이라 불렸다.
신성 로마 제국의 봉건제에 관한 법률에 의하면, 왕은 대공들의 가신들에 대한 어떠한 권리도 갖지 못하였고, 왕의 가문의 영지 내 살아있는 것들에 대한 권리만을 갖고 있었다. 과거 독립적이던 가신들의 지원이 부족해지고 교회의 커져가던 적대감으로 인해 약화되던, 신성 로마 제국의 군주는 우위권을 상실하였다. 이에 따라 서임권 분쟁은 신성 로마 제국의 지방 권력을 강화시켰는데 중앙 권력의 힘이 집중되던 프랑스 및 잉글랜드의 경향과는 대조적인 것이었다. 서임권 분쟁은 별도의 영향도 미쳤었다. 황제와 교황 간의 장기간 분쟁은 이 시기 수도원들에 한정되어 있던 신성 로마 제국의 지적 자원에 해를 끼쳤고, 제국은 더 이상 프랑스와 이탈리아 등에서 발생한 발전 등을 선두에 앞장서거나 뒤따라가지 못하였다. 예시로, 14세기 이전까지는 신성 로마 제국 내 어떠한 대학교도 세워지지 않았었다.
초대 호엔슈타우펜 가문 출신 독일왕인 콘라트 3세는 잘리어가 출신인 하인리히 4세 황제의 손자였다 (하인리히 4세의 딸이자 하인리히 5세의 누이인 아그네스는 잘리어 황가 영지의 상속자였으며, 그녀의 첫 결혼으로 호헨슈타우펜가는 왕가가가 되었고, 바벤베르크가와의 재혼으로 변경백국이었던 오스트리아는 프리빌리기움 미누스를 통해 공국으로 승격되었다).

## 잘리어 왕조의 군주
- 콘라트 2세, 1024년-1039년, 1027년부터 황제
- 하인리히 3세, 1039년-1056년, 1046년부터 황제
- 하인리히 4세, 1056년-1106년, 1084년부터 황제
- 하인리히 5세, 1106년-1125년, 1111년부터 황제

## 참고 문헌
- Schutz, Herbert (2010). 《The Medieval Empire in Central Europe: Dynastic Continuity in the Post-Carolingian Frankish Realm, 900-1300》. Cambridge Scholars Publishing. ISBN 978-1-4438-1966-4.
- Weinfurter, Stefan (1999) [1992]. 《The Salian Century: Main Currents in an Age of Transition》. 번역 Kaiser, Denise A. University of Pennsylvania Press. ISBN 0-8122-3508-8.
- Wolfram, Herwig (2006) [2000]. 《Conrad II, 990–1039: Emperor of Three Kingdoms》. 번역 Bowlus, Barbara M. The Pennsylvania State University Press. ISBN 0-271-02738-X.